# Maximilian Lipp
Maximilian Lipp (* 18. Februar 1992 in Flensburg) ist ein deutscher Handballspieler.

## Karriere
Lipp begann das Handballspielen in der Jugend der SG Flensburg-Handewitt, bei der er teils in der ersten Mannschaft in der Handball-Bundesliga und im EHF-Pokal eingesetzt wurde. 2011 wechselte der 1,93 Meter große Rückraumspieler zum Drittligisten TSV Altenholz, mit dem er 2013 in die 2. Handball-Bundesliga aufstieg. Nach der Saison 2015/16 konzentrierte er sich auf sein Studium. In der Schlussphase der Saison 2016/17 half er nochmals beim TSV Altenholz aus.
Sein Debüt in der Jugend-Nationalmannschaft gab er gegen die französische Auswahl in Freiberg. In seinem ersten Länderspiel warf er neun Tore.

## Sonstiges
Maximilian Lipps Vater Peter Lipp war ebenfalls Handballspieler. Der Torwart gewann mit dem TuS Nettelstedt 1981 den Europapokal der Pokalsieger und spielte ebenfalls mehrere Jahre in Flensburg.

## Erfolge
- Deutscher Meister B-Jugend 2009